# Рихтицька Дарія-Віра
Дарія-Віра Мельникович, у шлюбі Рихтицька (нар. 19 серпня 1928  Рожнятів — 26 травня 2017, Детройт, США) — українська письменниця та поетеса.

## Життєпис
Народилася 19 серпня 1928 року в м. Рожнятові тепер. Івано-Франківської обл., у 1944 році емігрувала до Баварії. Закінчила гімназію у м. Регенсбург, одружилася з письменником Любомиром Рихтицьким (псевдонім – Любомирський). Закінчила Вищі педагогічні курси в Детройті (США), працювала педагогом. Друкувалася в журналах „Шлях перемоги” (Німеччина), „Свобода” (США). Член Національної Спілки письменників України (1996).

## Творчість
Авторка поетичних збірок „Шовкова косиця” (1992), „Крижаний
цвіт” (1996), „Кольори вітру” (1998), „Жага справжнього” (2002), „Спалах іскри” (2006).
- Рихтицька Д. Без тебе – з тобою: поезії. – Дрогобич: Посвіт, 2009. – 116 с.
- Мельникович-Рихтицька Д. Кольори вітру: Поезії. – Детройт,1998. – 267 с.
- Мельникович-Рихтицька Д. Магія вогню: Поезії. – Детройт, 2000. – 270 с.
- Рихтицька Д. Жага справжнього: Поезії. – Детройт: А. Майсюри, 2002. – 327 с.
- Рихтицька Д. Спалах іскри. – Дрогобич, 2006.
- Рихтицька Д. Шовкова косиця. – Детройт: Діячі української культури, 1992. – 172 с.